# 朱丽叶·埃瑟林顿
朱丽叶·埃瑟林顿（英語：Juliet Etherington，1979年6月7日—），新西兰女子射击运动员，主攻步枪。她曾代表新西兰参加2002年和2006年英联邦运动会射击比赛，获得一枚银牌和二枚铜牌。